# Mariko Kouda Music Clips 2001
『Mariko Kouda Music Clips 2001』（まりここうだミュージッククリップス2001）は、國府田マリ子の5枚目のミュージック・ビデオ集。2002年3月6日、キングレコードより『Mariko Kouda  2001』と同時発売。

## 解説
「淋しがりやの恋」から「花」までのミュージック・ビデオを収録。

## 収録曲
1. 淋しがりやの恋
作詞・作曲：上田まり
編曲：亀田誠治
2. ハチミツ
作詞・作曲：松本タカヒロ
編曲：亀田誠治
3. 心の矢印
作詞・作曲：泉川そら
編曲：亀田誠治
4. もんしろちょう
作詞・作曲：松本タカヒロ
編曲：亀田誠治
5. その時まで
作詞：渡辺高章
作曲：鶴谷崇
編曲：井上うに
6. 花
作詞：鈴木哲彦
作曲：EXPO
編曲：山田直毅・井上うに